# Microserica binaluana
Microserica binaluana är en skalbaggsart som beskrevs av Moser 1922. Microserica binaluana ingår i släktet Microserica och familjen Melolonthidae. Inga underarter finns listade i Catalogue of Life.